# Ghiaccio II
Il ghiaccio II è una forma cristallina romboedrica di ghiaccio con una struttura altamente ordinata. Si forma dal ghiaccio Ih comprimendolo alla temperatura di 198 K a 300 MPa o decomprimendo il ghiaccio V. Quando è riscaldata subisce la trasformazione in ghiaccio III.
Il comune ghiaccio d'acqua è noto come ghiaccio Ih (nella nomenclatura di Bridgman). Diversi tipi di ghiaccio, dal ghiaccio II al ghiaccio XV, sono stati prodotti in laboratorio a diverse temperature e pressioni.
Si pensa che le lune ghiacciate come Giove Ganimede possano essere composte in gran parte di ghiaccio II.

## Storia
Le proprietà del ghiaccio II sono state descritte e registrate per la prima volta da Gustav Heinrich Johann Apollon Tammann nel 1900 durante i suoi esperimenti con ghiaccio ad alta pressione e basse temperature. Dopo aver prodotto il ghiaccio III, Tammann provò a condensare il ghiaccio a una temperatura compresa tra -70 e -80 °C sotto 200 MPa (2,000 atm) di pressione. Tammann notò che in questo stato il ghiaccio II era più denso di quanto lo fosse il ghiaccio III. Scoprì inoltre che entrambi i tipi di ghiaccio possono essere mantenuti alla normale pressione atmosferica in una condizione stabile fintanto che la temperatura è mantenuta a quella dell'aria liquida, il che rallenta il cambio di conformazione al ghiaccio Ih.
In esperimenti successivi di Bridgman, nel 1912, fu dimostrato che la differenza di volume tra ghiaccio II e ghiaccio III era nell'intervallo di 0,0001 m3/kg (. Questa differenza non era stata scoperta da Tammann a causa del piccolo cambiamento ed era il motivo per cui non era stato in grado di determinare una curva di equilibrio tra i due. La curva ha mostrato che il cambiamento strutturale da ghiaccio III a ghiaccio II era più probabile se il mezzo era stato precedentemente nella conformazione strutturale del ghiaccio II. Tuttavia, se fosse stato ottenuto un campione di ghiaccio III che non era mai stato nello stato glaciale II, potrebbe essere sovraraffreddato anche sotto i -70 °C senza che esso si trasformi in ghiaccio II. Viceversa, tuttavia, non era possibile alcun surriscaldamento del ghiaccio II per quanto riguarda il mantenimento della stessa forma.
Bridgman ha scoperto che la curva di equilibrio tra ghiaccio II e ghiaccio IV era più o meno la stessa di ghiaccio III, con le stesse proprietà di stabilità e piccolo cambiamento di volume. La curva tra ghiaccio II e ghiaccio V era estremamente diversa, tuttavia, con la bolla della curva che era essenzialmente una linea retta e la differenza di volume essendo quasi sempre 0,0000545 m3/kg.